# Direito bizantino
O direito bizantino foi essencialmente uma continuação do direito romano com influência cristã, contudo, não há dúvida que mais tarde influenciou a prática ocidental de jurisprudência. O direito bizantino efetivamente desenvolveu-se dentro de duas esferas, direito eclesiástico e direito secular.

## Influência e fontes
O Império Bizantino herdou as principais instituições políticas, culturais e sociais do Império Romano. Similarmente, o direito romano constituiu a base do sistema legal bizantino. Por muitos séculos, as duas grandes codificações do direito romano, realizadas por Teodósio II (r. 408–450) e Justiniano (r. 527–565) respectivamente, foram os pilares da legislação bizantina. É claro que, ao longo dos anos estes códigos romanos foram ajustados para as circunstantes atuais, e então foram substituídos por novas codificações, escritas em grego. Contudo, a influência do direito romano persistiu, e é óbvio nas codificações, tais como as Basílicas de Leão VI, o Sábio (r. 889–912), que foi baseado no Código de Justiniano. No século XI, Miguel Pselo orgulhou-se por estar familiarizado com o direito legal romano (Ἰταλὥν σοφία).
De acordo com o tradição legal romana tardia, a principal fonte da lei (fons legum) no Império Bizantino permaneceu nos decretos do imperador. Este último iniciou algumas grandes codificações do direito romano, mas eles também suas próprias "novas leis", as Novelas (em grego: Νεαραὶ; em latim: Novellae). No período bizantino inicial o interesse legislativo dos imperadores intensificou, e as leis foram novamente pelos principais aspectos da vida pública, privada, econômica e social. Por exemplo, Constantino (r. 306–337) foi o primeiro a regular o divórcio e Teodósio I (r. 379–395) interveio em assuntos de fé, impondo uma versão específica de credo. De Diocleciano (r. 284–305) a Teodósio I, nomeadamente durante aproximadamente 100 anos, mais de 2000 leis foram emitidas. Justiniano sozinho promulgou aproximadamente 600 leis. Gradualmente, o entusiasmo legislativo recuou, mas ainda algumas das leis dos imperadores posteriores, tais como as Novelas de Leão III, o Isauro (r. 717–741), são de importância particular. O costume continuou a desempenhar um papel limitado como uma fonte secundária de lei, mas a legislação escrita tinha uma procedência.

## Áreas do direito

### Direito civil

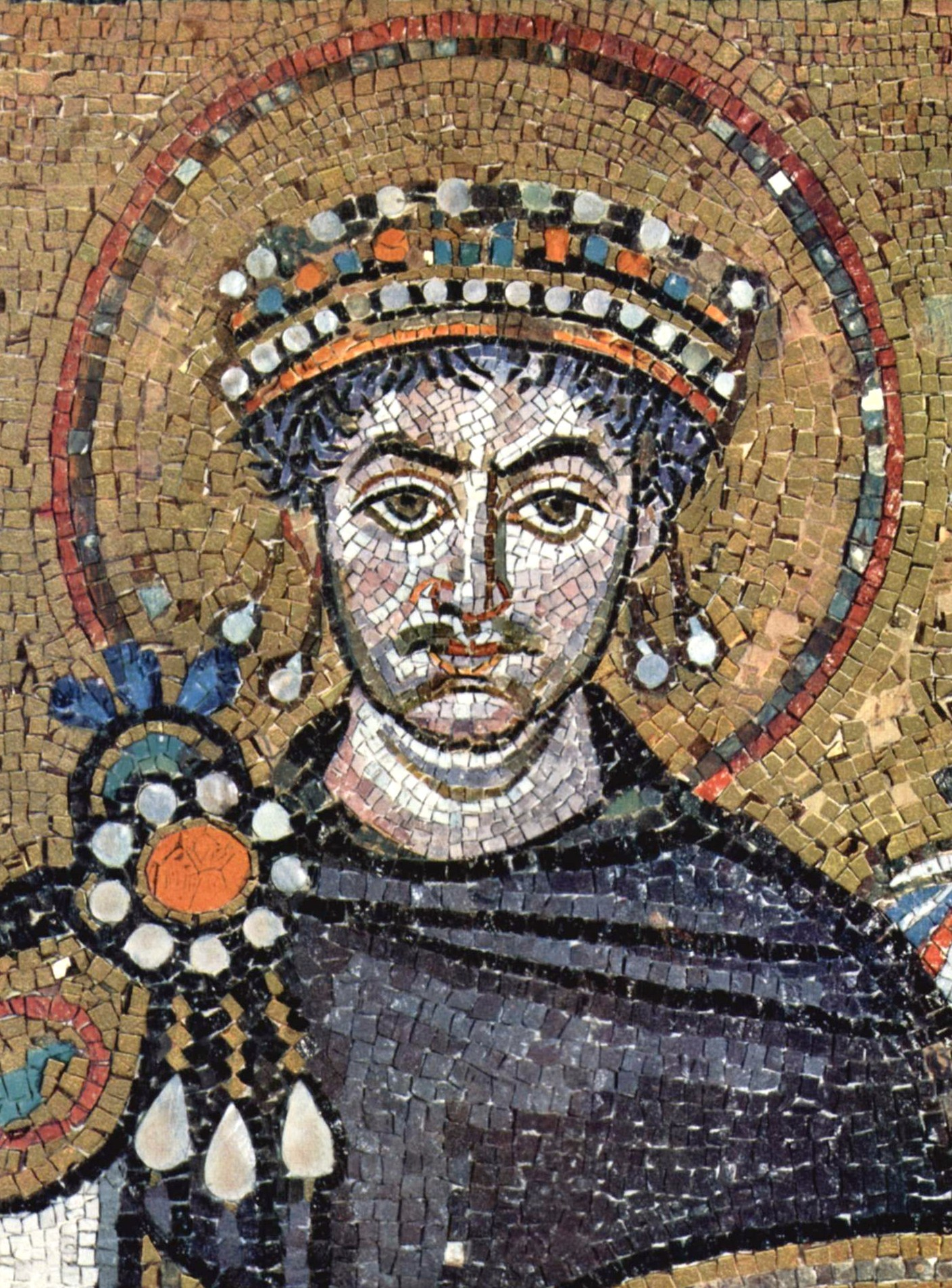
Detalhe de um dos mosaicos da Basílica de São Vital representando o imperador Justiniano r.. Sua obra jurídica formou as bases do direito civil.

É representado pela totalidade das leis do império e compreende o direito privado (de pessoas, coisas, sucessão, obrigações), criminal e público. Origina-se na distinção feita por Justiniano entre o jus civile (sistema de leis estabelecido em um Estado particular) e o jus naturale (comum a todos) e suas primeiras diretrizes estão fixadas no Código de Justiniano. No desenrolar da história do império foi aperfeiçoado pelos demais imperadores: na Écloga estabeleceu-se novas leis relativas ao casamento e os crimes; as Novelas de Leão VI tentaram mudar regulamentos que haviam se tornado obsoletos; os imperadores legisladores, de Romano I Lecapeno (r. 920–944) a Basílio II Bulgaróctono (r. 976–1025), combateram problemas surgidos da situação contemporânea do Estado; os imperadores seguintes, como Aleixo I Comneno (r. 1081–1118), lideram com outros assuntos, como o casamentos de escravos e tentaram reorganizar o procedimento legal. Diferente do que ocorreu nos estados ocidentais, o direito bizantino pouco explorou o direito consuetudinário. Ele é refletido primariamente em documentos, tais como contratos e escrituras de compra, tipika monásticos, testamentos, decretos dos imperadores e seus oficiais, cartas patriarcais, etc.
Embasados no direito romano, os bizantinos foram capazes de trazer mudanças mais ou menos substanciais para algumas áreas do direito: enfatizou-se o papel decisivo do Estado e do imperador como seu representante, alegando que o imperador era a única "lei viva", sendo assim a fonte única de toda a autoridade administrativa; os princípios de direito público prevalecerem sobre o direito privado; o papel da Igreja foi aumentado, com a corte patriarcal sendo capaz de apelar sobre as decisões cortesãs; os vínculos do casamento foram fortalecidos, reforçando a formalidade do rito do casamento; a escravidão foi moderada com as famílias escravas adquirindo estatuto legal; os direitos de vizinhos foram desenvolvidos; elementos do direito semifeudal foram introduzidos e no estatuto de dependência dos camponeses; a forma escrita de contratos tendeu a substituir a forma oral; o procedimento legal perdeu sua flexibilidade e listas rígidas de penalidades foram introduzidas.

### Direito canônico
O direito canônico compreende a totalidade das leis que concernem à vida da Igreja. Com a ausência de uma separação estrita das esferas do direito, e devido à grande importância da Igreja no mundo bizantino, tinha a mesma importância que o direito civil. Estático e adverso a inovações, o direito canônico bizantino não passou por qualquer desenvolvimento significativo ao longo da história. Sua história divide-se em três períodos: dos concílios (século IV - segunda metade do século IX), dos patriarcas (segunda metade do século IX - século XI) e dos canonistas (século XII-XV). As fontes deste direito eram, em sentido amplo, as leis imperiais que tratavam da vida da Igreja que, no conjunto, as respeitava.
Em algumas coleções do direito canônico dividem-se as leis em cinco categorias de acordo com o contexto:
1. seção geral (sobre os conceitos do direito canônico, a relação da Igreja com o Estado e os desertores (judeus, muçulmanos, latinos e heréticos, e as fontes do direito canônico e sua interpretação),
2. constituição (sobre os membros),
3. administração (regras dos sacramentos, especialmente o casamento, a educação religiosa e a propriedade da Igreja),
4. penalidades (sobre as ofensas (apostasia, heresia, cisma, simonia e sacrilégio) e suas penalidades (excomunhão, deposição e anátema); e
5. procedimento judicial.[10]

### Direito público
No século VI. estabeleceu-se um princípio onde "direito público é aquele que refere-se aos assuntos do Estado romano, e direito privado é aquele que concerne aos interesses individuais", porém tal distinção teve poucas implicações teóricas e práticas. Com a legitimidade de todas as normas legais emanando do imperador, e tendo ele nenhuma restrição no que compete a composição e execução de normas, qualquer divisão entre público e privado no período bizantino foi artificial. Assim, ao se analisar o direito bizantino no que diz respeito ao direito público nota-se que tal conceito expressa uma mera terminologia em uso desde tempos modernos: os bizantinos entendiam por direito público, segundo Kazhdan, "(1) a lei da organização do Estado que é, a distribuição de áreas do comando supremo (taxação, polícia, exército, jurisdição, controle econômico, etc.) entre certos 'órgãos' do Estado; (2) lei administrativa, que é, as regras que regem a execução de leis através destes órgãos designados."

## Expansão
Seja por meio de conquistas, seja através da expansão cultural e religiosa, o Império Bizantino foi capaz de expandir as fronteiras de seu sistema legal. Para locais reconquistados como a Itália e Sicília o direito romano-bizantino foi estendido e acabou influenciado constituições póstumas, como aquela promulgada por Frederico II (r. 1220–1250), a chamada Constituição de Melfi de 1231. No mundo eslavo, a introdução do direito bizantino se deu concomitantemente com a propagação do dogma ortodoxo e a liturgia no contexto do trabalho missionário imperial. Posteriormente, tanto a Bulgária como os mosteiros eslavos do monte Atos desempenharam papel decisivo na difusão da literatura legal, alcançando zonas longínquas como a Rússia de Quieve; sob Estêvão Uresis IV (r. 1331–1355) a legislação bizantina foi imitada na Sérvia e traduções e pequenas compilações foram executadas. No Oriente, mesmo após a cisão entre as Igrejas do Oriente no século V, o direito eclesiástico precoce sobreviveu e tendeu a influenciar várias partes do mundo cristão oriental, notadamente armênios, georgianos, as igrejas de tradição siríaca e os coptas.